# In campagna è caduta una stella
In campagna è caduta una stella (’’En stjärna föll ner på landet’’) är en italiensk film från 1939 av Eduardo De Filippo. Den var hans första film som regissör, baserad på hans bror Peppino De Filippos pjäs A Coperchia è caduta una stella (1933).

## Om filmen
Efter att ha fått viss erfarenhet av film som skådespelare under 1930-talet, i filmer som Tre uomini in frak och Sono stato io!, ville den som teaterregissör rutinerade Eduardo De Filippo försöka sig på att även regissera en film. Det största problemen var produktionskostnaderna och att hitta rätt skådespelare till den kvinnliga huvudrollen. Han övertalade med stora svårigheter sin bror Peppino De Filippo att skjuta till pengar och tillsammans bildade de produktionsbolaget Defilm S.A. Peppino har efteråt berättat att han inte ville riskera en enda lira på projektet som han inte trodde skulle få någon framgång. Det visade sig att hans oro var obefogad. Den viktiga huvudrollen gick till Rosina Lawrence som kunde något italienska och redan var känd för den italienska biopubliken bland annat från ett par filmer med Helan och Halvan. Huvudrollen i bröderna De Filippos film kom att bli hennes sista framträdande på vita duken.

## Handling i huvuddrag
Ett planerat bröllop mellan Margareth O'Neal (Rosina Lawrence), en amerikansk överklasskvinna, och sonen till en italiensk greve blir inställt då bruden på en välgörenhetsfest i Italien för första gången träffar den tilltänkta brudgummen. Det visar sig nämligen att han har stora och ovanligt utstående öron, vilket inte framgår av det foto som hans far har skickat till Margareth. Margareth förklarar med hänvisning till öronen det ingångna äktenskapsavtalet ogiltigt, sätter sig inför de häpna gästerna i sin bil och kör iväg ut på den italienska landsbygden.
Medan detta pågår är två bröder som bor tillsammans på en gård i den lilla byn Campiello di Terrazzano upptagna med sina dagliga sysslor. Den yngre av dem, Luigi Montuori (Peppino De Filippo), är en flitig och skötsam person som efter bästa förmåga förvaltar det jordbruk han ärvt efter brödernas farbror Giorgio. Arvet efter farbror Giorgio är emellertid roten till osämja mellan honom och hans äldre bror Pasquale Montuori (Eduardo De Filippo) som uteslutits ur Giorgios testamente och nu hoppas att han i stället snart kan utöka sitt jordbruk med arv från deras åldrige farbror Giovanni som han kommit bättre överens med. Pasquale är mycket skrytsam och åtminstone enligt sin egen uppfattning en ”kvinnokarl” vilket i praktiken tycks betyda att han försöker förföra de flesta av traktens kvinnor, såväl ogifta som gifta. Han menar också att han till skillnad från brodern har levt livet och är en berest man, vilket visar sig innebära att han vid ett tillfälle har besökt Neapel. Pasquale har trots sina ovanor en fästmö vars far emellertid med rätta betraktar honom som en oduglig latmask och absolut inte vill bli hans svärfar. Även i detta fall är bröderna varandras motpoler. Den skötsamme Luigis fästmö Rosina (Oretta Fiume) har endast sin mor i livet och modern vill inget hellre än att Luigi ska bli hennes svärson.
När Pasquale en dag blir för närgången mot apotekarens hustru berättar hon det samma kväll för sin man som blir rasande. Han ger sig ut på byn i mörkret, letar reda på Pasquale och släpar honom till torget där han med hög röst förkunnar att Pasquale är en skurk och att han ska få vad han förtjänar. Inför ett stort antal nyfikna och upprörda bybor jagar han Pasquale runt en fontän och till sist ner i den där han tilldelar Pasquale några slag. Pasquale återvänder hem till gården genomblöt och blödande. Han har knappt hunnit hem förrän han och brodern får oväntat besök av Margareth som har fått motorproblem. När bröderna med viss möda lyckas penetrera hennes starka amerikanska brytning och förstå att hon har problem med bilen förklarar de att närmaste verkstad finns fyra kilometer från deras gård i den större byn Terrazzano och har stängt för dagen. De erbjuder Margareth att övernatta inomhus i stället för i bilen vilket hon accepterar.
Under några dagar som följer blir det mesta kaos när bröderna konkurrerar om den amerikanska blondinens uppmärksamhet medan hon väntar på att bilen ska repareras. Uppmärksammad blir hon även av byns befolkning som spekulerar vilt om hennes identitet. Någon säger sig tro att hon är en amerikansk filmstjärna och någon annan påstår sig rentav veta att så är fallet. Den annars skötsamme Luigi går så långt att han ljuger för Margareth att han inte har någon fästmö. Margareth som uppenbarligen är van att manipulera sin omgivning och få vad hon vill är för sin del väldigt road av situationen med de båda bröderna som tävlar om hennes gunst och låter båda tro att hon är intresserad av dem på riktigt. Hon ringer också sina anhöriga och meddelar att hon inte har för avsikt att återkomma inom en snar framtid eftersom hon trivs väldigt bra i Campiello di Terrazzano. Till sist går Margareths låtsaslek så långt att Pasquale friar till henne och får ett ja.
När förlovningsfesten pågår som bäst lämnar Luigi den och låter sin besvikelse och ilska gå ut över Rosina. Han säger att han aldrig vill se henne mer och hon går gråtande sin väg. Mitt under festen dyker det upp en bil med Margareths tidigare ratade blivande svärfar vid ratten och hans son med de stora öronen i passagerarsätet. Utan att bevärdiga den sistnämnde med en vänlig blick eller ett ord kliver Margareth in i bilen och beordrar full gas. Lika överrumplande som hon anlände försvinner Margareth med en rivstart ur byn och bröderna Montuoris liv. I filmens slutscen knackar en ångerfull Luigi på Rosinas dörr och pratar med hennes mor på ett sätt som antyder att han hoppas kunna reparera den skada han har åstadkommit.

## DVD
Filmen finns utgiven på DVD av det italienska bolaget Ripley's Home Video, med undertexter endast på italienska (för hörselskadade).